# Ponto cardeal (óptica)
Os pontos cardeais consistem de três pares de pontos localizados no eixo óptico de um sistema óptico ideal, rotacionalmente simétrico e focal. Para sistemas ideais, as propriedades básicas de imagem (e.g., tamanho da imagem, localização e orientação) são completamente determinadas pelas localizações dos pontos cardeais. De fato, apenas quatro pontos são necessários: os pontos focais e o ponto principal ou o ponto nodal. De qualquer maneira, o único sistema ideal que pode ser alcançado na prática é o espelho plano. Consequentemente, a utilidade prática dos pontos cardeais seria muito limitada. Entretanto, os pontos cardeais são amplamente usados para aproximar o comportamento real dos sitemas rotacionalmente simétricos e focais.
Os três pares de pontos cardeais são:
- Os pontos focais
- Os pontos principais
- Os pontos nodais

## Modelagem de sistemas ópticos como transformações matemáticas
Em óptica geométrica para cada raio que entra em um sistema óptico há a saída de apenas um raio. Em termos matemáticos, o sistema óptico simplesmente realiza uma transformação mapeando qualquer raio de objeto para um raio de imagem. O raio de objeto e seu respectivo raio de imagem são chamados de conjugados. Pode-se dizer que o raio de imagem é conjugado a seu raio de objeto correspondente e vice-versa. Este termo também aplica-se à pares correspondentes de pontos e planos de objeto e imagem.

### Espaços ópticos
Espaços ópticos facilitam a modelagem de sistemas ópticos como transformações matemáticas. Um espaço óptico é um sistema de coordenadas metemáticas, como o sistema de coordenadas cartesianas, associado com um índice de refração. A análise de sistemas ópticos é bastante simplificada pelo uso de espaços ópticos que permite que projetistas posicionem um sistema de coordenadas em qualquer um dos vários locais convenientes. No projeto de sistemas ópticos, dois espaços ópticos (espaço de objeto e espaço de imagem) sempre são empregados. Espaços intermediários adicionais também são frequentemente utilizados.